# Sunrise in Eden
Sunrise in Eden (с англ. — «Восход в Эдеме») — дебютный студийный альбом австрийской симфо-пауэр-метал-группы Edenbridge, выпущен 25 сентября 2000 года на немецком лейбле Massacre Records.
Sunrise in Eden получил положительные отзывы среди музыкальных критиков и был хорошо воспринят слушателями. Отмечалась вокалистка Сабина Эдельсбахер, которая, по мнению критиков, демонстрирует широкий диапазон своего голоса и хорошо поёт на высоких нотах.
С самого начала Edenbridge находились под сильным влиянием музыки группы Nightwish. Рецензенты также отмечают, что музыка Edenbridge слегка напоминает Nightwish, но далее следует уточнение, что группа из Австрии ни в коем случае не является клоном финской группы. Музыка Edenbridge более мелодичная, но менее «пауэр-металическая», чем у Nightwish, тем не менее песни довольно «тяжёлые».
Кроме высокого качества звука отмечалось и качественное исполнение буклета.

## Список композиций
Слова и музыка всех песен — Арне Стокхаммер.
| №  | Название              | Длительность |
| -- | --------------------- | ------------ |
| 1. | «Cheyenne Spirit»     | 5:35         |
| 2. | «Sunrise In Eden»     | 8:31         |
| 3. | «Forever Shine On»    | 5:03         |
| 4. | «Holy Fire»           | 4:48         |
| 5. | «Wings Of The Wind»   | 5:05         |
| 6. | «In The Rain»         | 4:29         |
| 7. | «Midnight At Noon»    | 4:11         |
| 8. | «Take Me Back»        | 4:15         |
| 9. | «My Last Step Beyond» | 10:44        |

## Участники записи

### Основные участники
- Сабина Эдельсбахер — вокал
- Арне Стокхаммер — гитара, клавишные
- Георг Эдельманн — гитара
- Курт Беднарски — бас-гитара
- Роланд Навратил — ударные

### Приглашённые музыканты
- Gandalf — ситар в «My Last Step Beyond»
- Astrid Stockhammer — бэк-вокал

### Производство
- Арне Стокхаммер — продюсирование
- Gandalf — инженерия
- Dennis Ward — микширование
- Jochen Sachse — мастеринг
- Маркус Майер — обложка
- Alexander Rauser — дизайн буклета